# Jonathan Kuck
Jonathan Kuck (Urbana, 14 de marzo de 1990) es un deportista estadounidense que compitió en patinaje de velocidad sobre hielo. 
Participó en dos Juegos Olímpicos de Invierno, obteniendo una medalla de plata en Vancouver 2010, en la prueba de persecución por equipos (junto con Brian Hansen, Chad Hedrick y Trevor Marsicano), y el séptimo lugar en Sochi 2014, en la misma prueba.
Ganó una medalla de plata en el Campeonato Mundial de Patinaje de Velocidad sobre Hielo de 2010 y cuatro medallas en el Campeonato Mundial de Patinaje de Velocidad sobre Hielo en Distancia Individual, en los años 2011 y 2012.

## Palmarés internacional
| Juegos Olímpicos                           | Juegos Olímpicos          | Juegos Olímpicos  | Juegos Olímpicos        |
| Año                                        | Lugar                     | Medalla           | Prueba                  |
| ------------------------------------------ | ------------------------- | ----------------- | ----------------------- |
| 2010                                       | Vancouver (Canadá)        | Medalla de plata  | Persecución por equipos |
| Campeonato Mundial                         |                           |                   |                         |
| Año                                        | Lugar                     | Medalla           | Prueba                  |
| 2010                                       | Heerenveen (Países Bajos) | Medalla de plata  | Clasificación general   |
| Campeonato Mundial en Distancia Individual |                           |                   |                         |
| Año                                        | Lugar                     | Medalla           | Prueba                  |
| 2011                                       | Inzell (Alemania)         | Medalla de oro    | Persecución por equipos |
| 2012                                       | Heerenveen (Países Bajos) | Medalla de plata  | Persecución por equipos |
| 2012                                       | Heerenveen (Países Bajos) | Medalla de bronce | 5000 m                  |
| 2012                                       | Heerenveen (Países Bajos) | Medalla de bronce | 10 000 m                |